# Tshering Yangdon
La Reina Madre Tshering Yangdon (nacida el 21 de junio de 1959) es reina madre de Bután (Gyalyum Kude), por ser la tercera esposa del Druk Gyalpo Jigme Singye Wangchuck de Bután, que reinó entre 1972 y 2006, y madre del actual, Jigme Khesar Namgyel Wangchuck. 

## Biografía
Su padre, Yab Dasho Ugyen Dorji, fue el Fundador y Propietario de la Academia Ugyen (03/04/2002). Su madre es Yum Thuiji Zam.
Ella fue educada en el Convento de San José, Kalimpong, y en la Escuela de Santa Elena, en Kurseong, India.
Tres de sus hermanas también se casaron con el rey Jigme Khesar Namgyal Wangchuck. Privadamente en 1979 y públicamente en 1988.
Sus tres hermanos son:
- Lyonpo Sangay Ngedup (n. 1953), ex primer ministro de Bután.
- Dasho Ugyen Tsechup (n. 1964).
- Dasho Topgay (n. 1966).

Sus cinco hermanas son (tres de ellas son las otras Reinas Madres):
- Ashi Beda (n. 1951).
- SM Ashi Dorji Wangmo (n. 1955).
- SM Ashi Tshering Pem (n. 1957).
- SM Ashi Sangay Choden (n. 1963).
- Ashi Sonam Choden (n. 1969).

El nombre Tshering significa "larga vida".
El nombre Yangdon (o Yangden) significa "joya preciosa", y denota prosperidad y bienestar.
Con un profundo cariño por la naturaleza y el medio ambiente, la reina madre es una ávida jardinera. También es muy buena en el arte y le gusta pintar y dibujar.

## Descendencia
Ella tuvo, con el monarca, 3 hijos;
| Nombre                                         | Nacimiento                       |
| ---------------------------------------------- | -------------------------------- |
| Rey Druk Gyalpo Jigme Khesar Namgyel Wangchuck | 21 de febrero de 1980 (45 años)  |
| Princesa Ashi Dechen Yangzom Wangchuck         | 2 de diciembre de 1981 (43 años) |
| Príncipe Gyaltshab Jigme Dorji Wangchuck       | 14 de abril de 1986 (38 años)    |

## Causas humanitarias
La reina fundó la Fundación de monjas de Bután en marzo del año 2009. El objetivo de la fundación es crear conventos como forma de ayudar y potenciar la educación y la autosuficiencia económica de mujeres y niñas.
Fue responsable de la construcción del Chörten Khamsum Yulley Namgyal en el valle de Punakha en 2004.

## Patronazgos
- Real Patrona de la Real Sociedad de Protección y Cuidado de los Animales.[7]
- Real Patrona de la Real Exhibición Floral.[8]

## Títulos, estilos y honores

### Títulos y tratamientos
| ● 21 de junio de 1959-1979:        | Señora (Ashi) Tshering Yangdon                                    |
| ● 1979-9 de diciembre de 2006:     | Su majestad la reina Tshering Yangdon, reina de Bután             |
| ● 9 de diciembre de 2006-presente: | Su majestad la reina madre Tshering Yangdon, reina madre de Bután |

### Honores
Nacionales
- Medalla conmemorativa del Jubileo de Plata del Rey Jigme Singye (02/06/1999).[7]
- Medalla conmemorativa de la coronación del rey Jigme Khesar (06/11/2008).[7]
- Medalla conmemorativa del centenario de la monarquía (06/11/2008).[9]
- Medalla conmemorativa del 60° aniversario del rey Jigme Singye (11/11/2015).

Extranjeros
- Premio Mujeres Destacadas en el Budismo de la Fundación del Centro Internacional de Meditación de Mujeres (2007).[4]

## Ancestros
|  |                                     |  |  |  |  |  |  |  |  |  |  |  |  |  |  |  |
|  | 16. Nob Gyeltshen                   |  |  |  |  |  |  |  |  |  |  |  |  |  |  |  |
|  |                                     |  |  |  |  |  |  |  |  |  |  |  |  |  |  |  |
|  |                                     |  |  |  |  |  |  |  |  |  |  |  |  |  |  |  |
|  | 8. Kuenga Gyeltshen                 |  |  |  |  |  |  |  |  |  |  |  |  |  |  |  |
|  |                                     |  |  |  |  |  |  |  |  |  |  |  |  |  |  |  |
|  |                                     |  |  |  |  |  |  |  |  |  |  |  |  |  |  |  |
|  | 17. Aum Phenkhem                    |  |  |  |  |  |  |  |  |  |  |  |  |  |  |  |
|  |                                     |  |  |  |  |  |  |  |  |  |  |  |  |  |  |  |
|  |                                     |  |  |  |  |  |  |  |  |  |  |  |  |  |  |  |
|  | 4. Sangay Tenzin                    |  |  |  |  |  |  |  |  |  |  |  |  |  |  |  |
|  |                                     |  |  |  |  |  |  |  |  |  |  |  |  |  |  |  |
|  |                                     |  |  |  |  |  |  |  |  |  |  |  |  |  |  |  |
|  | 9. Ngodrup Pem                      |  |  |  |  |  |  |  |  |  |  |  |  |  |  |  |
|  |                                     |  |  |  |  |  |  |  |  |  |  |  |  |  |  |  |
|  |                                     |  |  |  |  |  |  |  |  |  |  |  |  |  |  |  |
|  | 2. Yab Dasho Ugyen Dorji            |  |  |  |  |  |  |  |  |  |  |  |  |  |  |  |
|  |                                     |  |  |  |  |  |  |  |  |  |  |  |  |  |  |  |
|  |                                     |  |  |  |  |  |  |  |  |  |  |  |  |  |  |  |
|  | 20. Soenam Drubyel, IV Sersang Lama |  |  |  |  |  |  |  |  |  |  |  |  |  |  |  |
|  |                                     |  |  |  |  |  |  |  |  |  |  |  |  |  |  |  |
|  |                                     |  |  |  |  |  |  |  |  |  |  |  |  |  |  |  |
|  | 10. Gyeltshen Dorji, V Sersang Lama |  |  |  |  |  |  |  |  |  |  |  |  |  |  |  |
|  |                                     |  |  |  |  |  |  |  |  |  |  |  |  |  |  |  |
|  |                                     |  |  |  |  |  |  |  |  |  |  |  |  |  |  |  |
|  | 21. Sangay Droelma                  |  |  |  |  |  |  |  |  |  |  |  |  |  |  |  |
|  |                                     |  |  |  |  |  |  |  |  |  |  |  |  |  |  |  |
|  |                                     |  |  |  |  |  |  |  |  |  |  |  |  |  |  |  |
|  | 5. Dorji Om                         |  |  |  |  |  |  |  |  |  |  |  |  |  |  |  |
|  |                                     |  |  |  |  |  |  |  |  |  |  |  |  |  |  |  |
|  |                                     |  |  |  |  |  |  |  |  |  |  |  |  |  |  |  |
|  | 22. Yonten Phuntsho                 |  |  |  |  |  |  |  |  |  |  |  |  |  |  |  |
|  |                                     |  |  |  |  |  |  |  |  |  |  |  |  |  |  |  |
|  |                                     |  |  |  |  |  |  |  |  |  |  |  |  |  |  |  |
|  | 11. Abi Yum Yangchen Droelma        |  |  |  |  |  |  |  |  |  |  |  |  |  |  |  |
|  |                                     |  |  |  |  |  |  |  |  |  |  |  |  |  |  |  |
|  |                                     |  |  |  |  |  |  |  |  |  |  |  |  |  |  |  |
|  | 1. Tshering Yangdon                 |  |  |  |  |  |  |  |  |  |  |  |  |  |  |  |
|  |                                     |  |  |  |  |  |  |  |  |  |  |  |  |  |  |  |
|  |                                     |  |  |  |  |  |  |  |  |  |  |  |  |  |  |  |
|  | 6. Lopen Duba                       |  |  |  |  |  |  |  |  |  |  |  |  |  |  |  |
|  |                                     |  |  |  |  |  |  |  |  |  |  |  |  |  |  |  |
|  |                                     |  |  |  |  |  |  |  |  |  |  |  |  |  |  |  |
|  | 3. Yum Thuiji Zam                   |  |  |  |  |  |  |  |  |  |  |  |  |  |  |  |
|  |                                     |  |  |  |  |  |  |  |  |  |  |  |  |  |  |  |
|  |                                     |  |  |  |  |  |  |  |  |  |  |  |  |  |  |  |
|  | 7. Aum Ugay Dem                     |  |  |  |  |  |  |  |  |  |  |  |  |  |  |  |
|  |                                     |  |  |  |  |  |  |  |  |  |  |  |  |  |  |  |
|  |                                     |  |  |  |  |  |  |  |  |  |  |  |  |  |  |  |